# ダイア建設

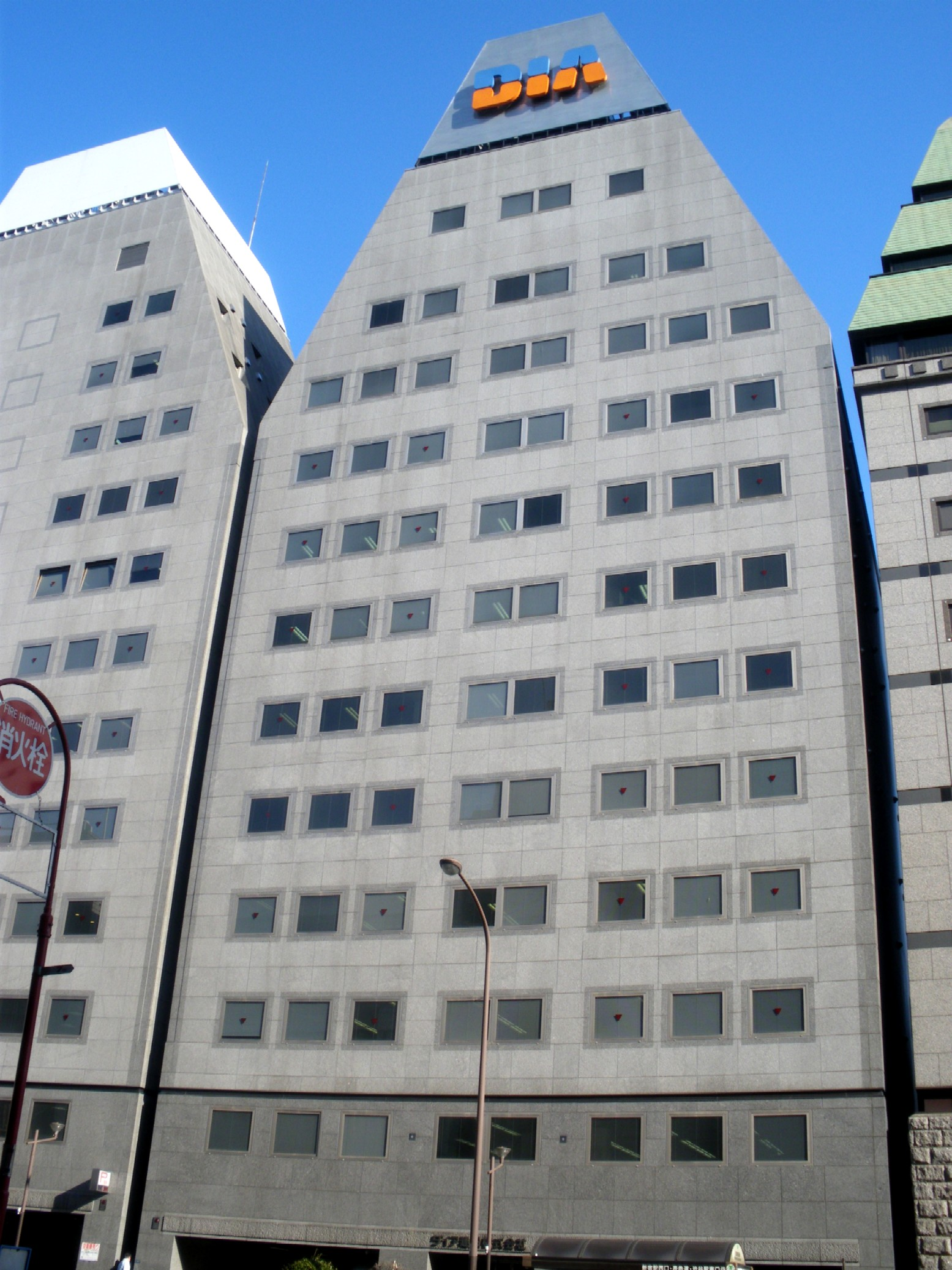
ダイア建設旧本社（東京・新宿）
（2009年1月5日）

ダイア建設株式会社（ダイアけんせつ）は、かつて存在した不動産会社である。神奈川県横浜市に本社を置き、分譲マンション「ダイアパレスシリーズ」を建設・販売していた。
本稿では後身のダイア建設新潟株式会社（-にいがた）及びダイア建設名古屋株式会社（-なごや）についても併せて記述する。

## 概要
全国42都道府県に2,000棟以上の供給実績のある「ダイアパレス（DIA PALACE）」ブランドのマンション分譲事業のほか、「ダイアコート」ブランドの戸建分譲事業を手がけていた。黎明期は「ダイヤモンド建設」の社名であったが、「ダイヤモンド（Diamond）」を商標・商号として用いる三菱グループとの関連はない。
2003年（平成15年）に産業再生機構の支援第一号となり、レオパレス21の傘下となった。その後、2008年（平成20年）12月に民事再生法を申請。それに伴う再生計画の認可を受け、大和地所の完全子会社となる。
大和地所グループ内の事業再編により、2014年（平成26年）に名古屋・新潟地区の事業を分社化した上で大和地所と合併した。首都圏における住宅分譲事業は、同じく大和地所傘下で、日本綜合地所から2015年（平成27年）4月に商号変更した大和地所レジデンスが担うかたちとなる。

## 沿革
- 1976年（昭和51年）
  - 3月19日 - 大京観光出身の下津寛徳が五光住宅株式会社を設立。
  - 8月 - ダイヤモンド建設株式会社に商号変更。
- 1977年（昭和52年）
  - 1月 - ダイアパレスシリーズ第1号物件を発売。
  - 6月 - ダイア建設株式会社に商号変更。
- 1989年（平成元年）12月26日 - 東京証券取引所第2部に上場。
- 1994年（平成6年）3月 - ダイアパレスシリーズ1,000棟目発売。
- 2007年（平成19年）5月 - ダイアパレスシリーズ2,000棟目発売。
- 2008年（平成20年）12月19日 - 民事再生法の適用を申請。負債総額300億円（帝国データバンク調べ）。
- 2009年（平成21年）
  - 7月 -  民事再生計画認可の決定
  - 9月 -  大和地所の出資を受け、同社子会社となる。
  - 11月 -  新設分割により、再生計画遂行業務を株式会社DKSに承継させる。
- 2010年（平成22年）3月 -  民事再生計画認可決定以降、最初となる新築マンションを発売。
- 2011年（平成23年）10月 -  戸建分譲事業を開始、ダイアコートシリーズ第1号物件を発売。
- 2012年（平成24年）8月 - 民事再生手続終結。ただし株式会社DKSによる清算業務は継続。
- 2014年（平成26年）10月 - 名古屋・新潟地区の事業をダイア建設新潟株式会社及びダイア建設名古屋株式会社として分割の上で、ダイア建設は大和地所と合併し解散。

## テレビ番組
- 日経スペシャル ガイアの夜明け 100年マンションを目指せ～永住時代の開発戦争～（2006年11月7日、テレビ東京）[1] - スケルトン・インフィル工法による100年マンションを取材。

## テレビコマーシャル
- 1980年代前半からバブル経済期にかけて内山田洋とクール・ファイブの「東京砂漠」を起用したイメージCMで一躍全国区での知名度が高まった。1990年代後半には北大路欣也・市川右太衛門親子がCMに起用されていた。
- 産業再生機構からの支援を受けてしばらくの間はCM放映が一切されていなかったが、2005年（平成17年）に俳優の藤原竜也をイメージキャラクターに起用したCMが製作された。

### かつての提供番組
TBS系列
- 水曜ロードショー
- JNNニュースデスク'88・'89

ANB（現:EX）系列
- 月曜ワイド劇場
- 土曜ワイド劇場
- Xファイル
- ANNニュースファイナル

## かつての関連会社
- コミュニティワン（マンション管理会社）

再建途上の2008年（平成20年）3月、当社が系列管理会社のダイア管理とダイアリビングサービスの株式をアドバンテッジ パートナーズに売却。同年8月1日にダイア管理を存続会社として合併し、ダイアコミュニティサービスに社名変更。2009年（平成21年）10月の現社名への変更を経て、2013年（平成25年）2月に東急不動産グループ入りした。その後、2021年（令和3年）10月を以て東急コミュニティーに吸収合併された。
- ディ・エス・エス - 有料老人ホームの運営。
- 大和建設株式会社（本社：文京区湯島） - マンション建設に特化した中堅ゼネコン。子会社ではないが、当社が筆頭株主であり、多くのダイアパレスシリーズの施工を手がけてきた。日債銀破綻に伴い当社が整理回収機構から債権譲受の上、債権放棄するなど支援をするも、2003年に大口取引先であったセザールコーポレーションの倒産に伴い財務状況が急速に悪化し、2003年5月2日に民事再生法を申請、同年10月24日に自己破産し事業清算した。主な建築物に東京都庁舎（JV）がある。ダイア建設・大和地所および大和ハウスグループとは無関係である。